# 安哥拉—葡萄牙關係
自从1991年安哥拉政府放弃共产主义并在名义上接受民主制度，转而支持亲美政策，以及在较小程度上支持亲欧洲的外交政策以来，安哥拉和葡萄牙的关系得到了显著改善。从1483年到1975年安哥拉独立，葡萄牙统治安哥拉492年。安哥拉的独立战争并没有因任何一方的军事胜利而告终，而是由于葡萄牙的政变而暂停，以一个民主的政权取代了新国家政权。1976年12月22日，葡萄牙政府承认阿戈什蒂纽·内图总统领导的安人运的权威，并于3月10日建立外交关系。安哥拉人民解放运动于5月19日中断了与葡萄牙的关系，但在9月3日两国外长在佛得角举行会晤后又恢复了官方联系。1978年11月13日，安盟在巴黎发布了一份公报，详述了来自葡萄牙、古巴、加丹加、东德和安哥拉人民解放运动的2万名士兵发动的反安盟袭击。2011年11月17日，佩德罗·帕索斯·科埃略领导的葡萄牙政府从若泽·爱德华多·多斯桑托斯领导的安哥拉政府获得贷款，帮助葡萄牙应对2010-14年的金融危机。葡萄牙仍然是安哥拉最大的贸易伙伴之一。2015年，葡萄牙对安哥拉出口24.5亿美元的商品，安哥拉对葡萄牙出口11.9亿美元的商品。

## 葡萄牙金融危机
2008年的经济大衰退重创了葡萄牙经济。GDP在下降，失业率和政府债务居高不下。削减开支势在必行，包括削减员工工资、降低养老金支付和失业福利。在葡萄牙金融危机期间，许多工人搬到了讲葡萄牙语的巴西和安哥拉。一些人为了更好的工作机会而搬到英国和德国。当增税和削减开支时，发生了许多起义和抗议。

## 安哥拉政府
行政部门由国家总统若昂·洛伦索（自2017年9月26日起）和副总统伯尔尼托·德·索萨（自2017年9月26日起）组成。行政部门还包括政府首脑若昂·洛伦索和内阁，内阁由总统任命的部长组成。立法机关为一院制国民议会（220个席位，在单一国家选区或多席位选区直接选举的议员，按不公开名单的比例代表制投票;议员任期五年）。司法部门由最高法院或最高法院法庭组成（最高法院院长、副院长和最高法院至少16名法官）;宪法法院由11名法官组成。最高法院法官由最高司法委员会推荐总统任命。

## 安哥拉在葡萄牙的影响力

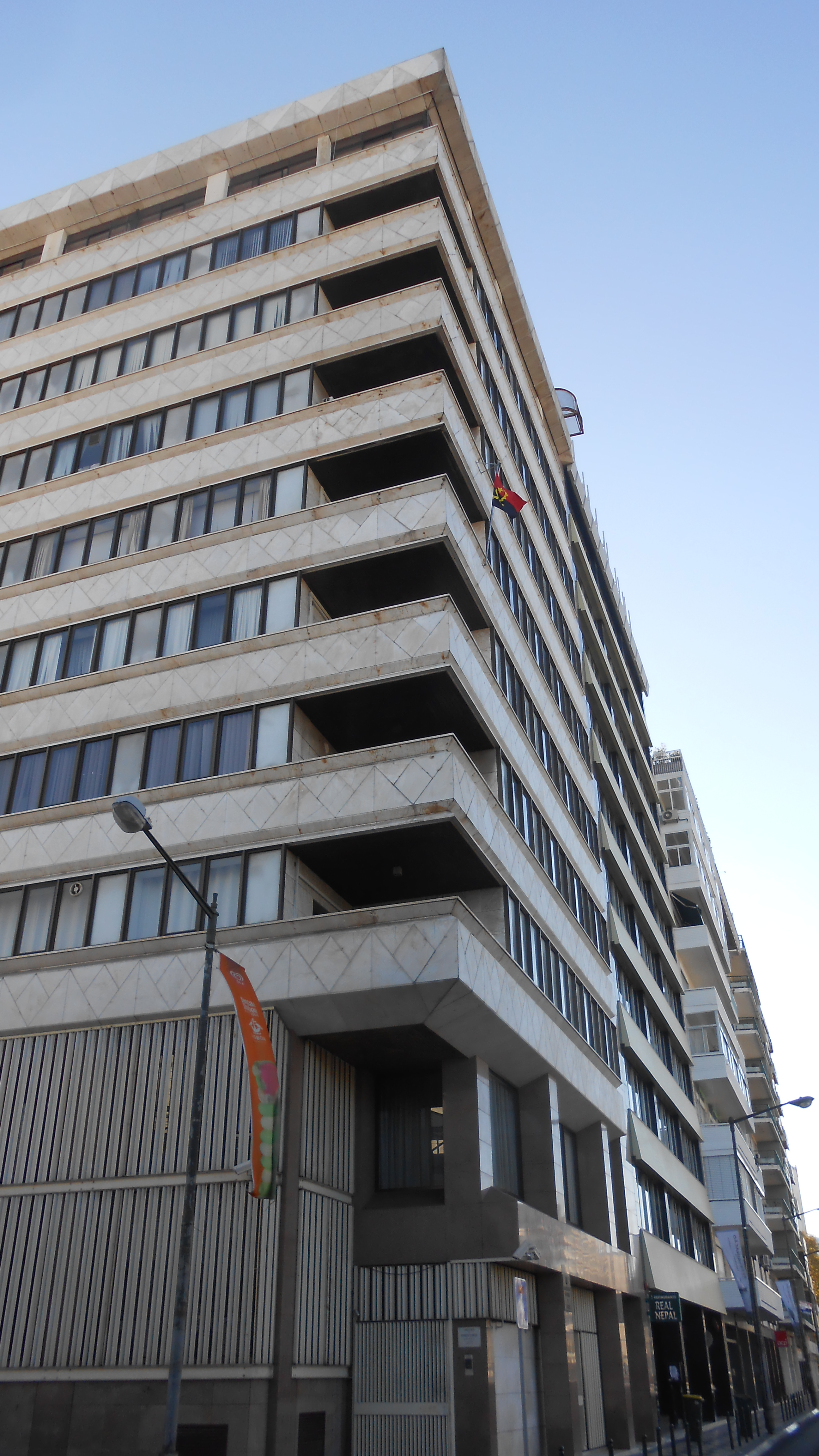
Embassy of Angola in Lisbon

安哥拉的政府击败了叛军，石油产量翻了一番，成为世界上增长最快的经济体之一。由于受到全球经济衰退的影响，收购葡萄牙的大型企业对安哥拉政府来说是一件轻而易举的事情。葡萄牙还向安哥拉出售了一些房地产和葡萄酒庄园。从银行到能源再到媒体，安哥拉现在在葡萄牙经济中占有一席之地。

## 常驻外交使团
- 安哥拉在里斯本设有大使馆，在法鲁和波尔图设有总领事馆。
- 葡萄牙在罗安达设有大使馆，在本格拉设有总领事馆。